# Santiago Buitrago Sánchez
Santiago Buitrago Sánchez (castellà: Santiago Buitrago)  (Bogotà, 26 de setembre de 1999) és un ciclista colombià, professional des del 2020, quan fitxà per l'equip Bahrain Victorious, de categoria UCI WorldTeam.
En el seu palmarès destaquen dues victòries d'etapa al Giro d'Itàlia, el 2022 i 2023.

## Palmarès
- 2022
  - Vencedor d'una etapa al Tour d'Aràbia Saudita
  - Vencedor d'una etapa al Giro d'Itàlia
  - Vencedor d'una etapa a la Volta a Burgos
- 2023
  - Vencedor d'una etapa al Giro d'Itàlia
- 2024
  - Vencedor d'una etapa a la París-Niça
- 2025
  - 1r a la Volta a la Comunitat Valenciana i vencedor de dues etapes

### Resultats al Tour de França
- 2024. 10è de la classificació general
- 2025. 40è de la classificació general

### Resultats al Giro d'Itàlia
- 2022. 12è de la classificació general. Vencedor d'una etapa
- 2023. 13è de la classificació general. Vencedor d'una etapa

### Resultats a la Volta a Espanya
- 2020. 53è de la classificació general
- 2022. No surt (12a etapa)
- 2023. 10è de la classificació general